# Mantel
Mantel je městys ve vládním obvodě Horní Falc v zemském okrese Neustadt an der Waldnaab v Bavorsku. Žije zde přibližně 2 800 obyvatel.

## Geografie
Mantel se leží na státní silnici 2166 z Weidenu do Freihungu a na okresní silnici NEW 21.Obcí protéká řeka Haidenaab.

### Sousední obce
Mantel sousedí s následujícími obcemi od západu: Grafenwöhr, nezahrnuté území Manteler Forst, svobodné okresní město Weiden in der Oberpfalz a Weiherhammer.
| Růžice kompasu |              | Manteler Forst |                         | Růžice kompasu |
| Růžice kompasu | Grafenwöhr   | Sever          | Weiden in der Oberpfalz | Růžice kompasu |
| Růžice kompasu | Grafenwöhr   | Mantel         | Weiden in der Oberpfalz | Růžice kompasu |
| Růžice kompasu | Grafenwöhr   | Jih            | Weiden in der Oberpfalz | Růžice kompasu |
| Růžice kompasu | Weiherhammer |                |                         | Růžice kompasu |

### Místní části
Obec Mantel má čtyři místní části:
- Kellerhaus
- Mantel
- Rupprechtsreuth
- Steinfels

## Historie

### Původ jména
Přesný původ názvu místa není znám. První písemná zmínka o Mantel pochází z 26. září 1212. Císař Fridrich II. dal toho dne českému králi Přemyslu Otakarovi panství Floss, ke kterému také patří Mantile (plášť), jako poděkování za jeho věrné služby. 13. července 1654 získal Mantel tržní práva a stal se tržní obcí.
O původu jména existují dvě různé teorie. Podle lidového příběhu lze jméno připsat stejnojmenné části oděvu (Mantel - německy kabát). Říká se, že kapitán lupičů rozděloval na svém kabátě kořist a to právě v místě, kde leží dnešní obec Mantel. Za pravděpodobnější možnost se považuje, že jméno Mantel přišlo ze starohornoněmeckého slova pro borovici (Mandl). Mantel je stále obklopen rozsáhlými borovicovými lesy. Ve skutečnosti odtud pochází známý kapitán lupičů jménem Franz Troglauer. V 18. století se se svou loupežnickou družinou potuloval krajinou Horní Falce a Frank.